# Giovanni Buccelleni
Giovanni Buccelleni, o Bucelleni e de Bucellenis (Gromo, marzo 1382 – Bergamo, 28 novembre 1472), è stato un vescovo cattolico italiano.

## Biografia
Giovanni Buccelleni nacque nel marzo del 1382 a Gromo da Giacomo e da Castelia de Bonnesi o Bonesi di Ardesio. Un documento del 1468 ne conferma la paternità..
La famiglia Buccelleni era originaria di Gromo in alta val Seriana fin dal XIII secolo abitando il castello e il palazzo Buccelleni, risulta infatti un atto registrato nel 1267, di un acquisto nella vicinia di Gromo dal capostipite Ottobonus. La famiglia si era arricchita con la fabbricazione e relativo commercio di armi bianche.

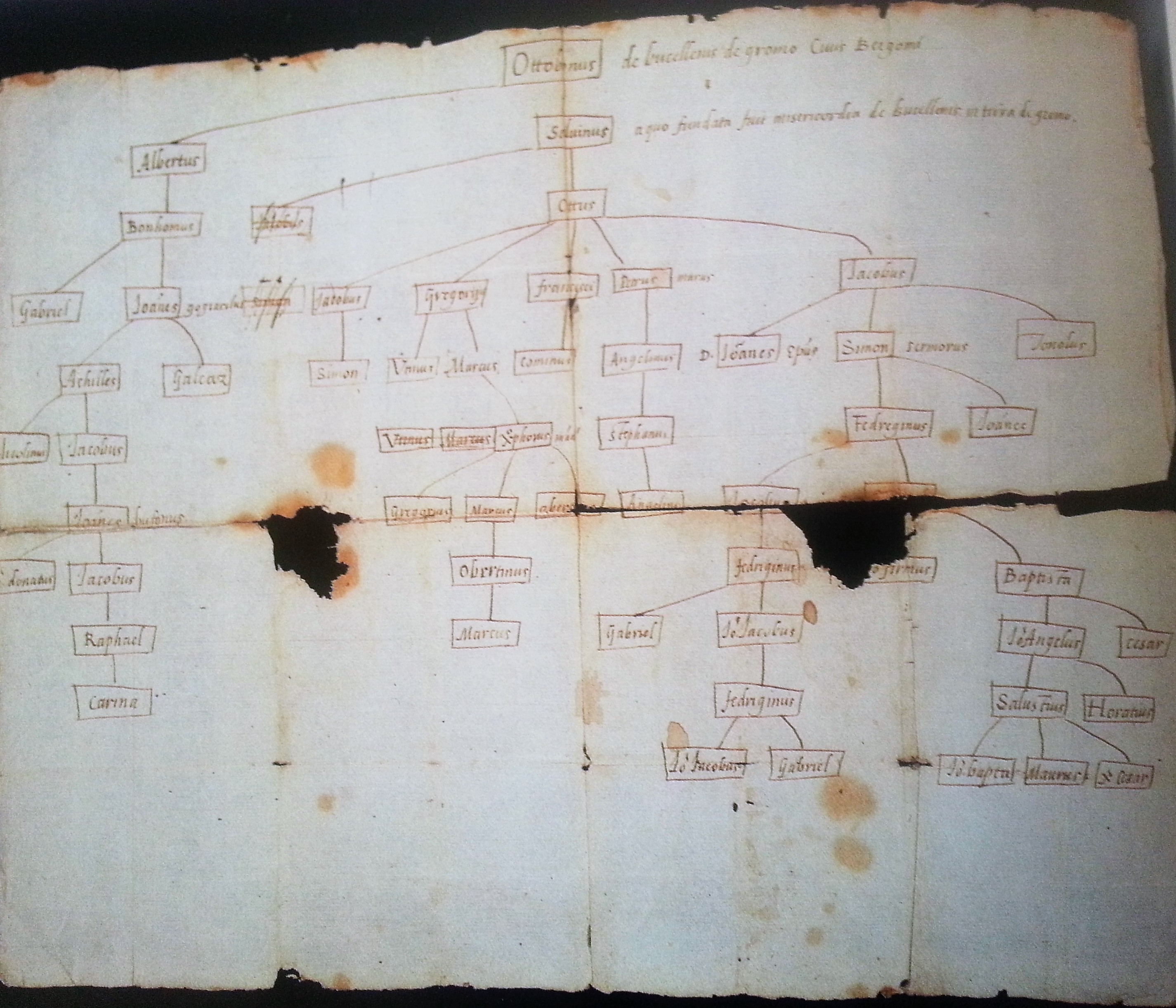
Alberto genealogico famiglia Bucelleni

 Pur continuando la lavorazione di ferrarezza, la famiglia, che era di fazione guelfa, si trasferì nel capoluogo nella seconda metà del XIII secolo e successivamente nel bresciano. La vicinanza alla Repubblica di Venezia, piuttosto che ai Visconti, portò ai Buccelleni favoritismi, di cui trasse giovamento il giovane Giovanni.

### Incarichi ecclesiastici

#### Vicario generale del vescovo di Bergamo
Probabilmente Giovanni studiò inizialmente presso il parroco della chiesa di San Giacomo e San Vincenzo, come era uso al tempo, e successivamente a Bergamo, diventando presbitero tra il 1414 e il 1423.
Non vi è conferma che fosse stato nominato vicario generale dal vescovo di Bergamo, ma risulta essere «Jconimus et gubernator ecclesie Sancti Laurentii de Bondione», e successivamente per la chiesa di Santa Maria Nascente di Gandellino, incarico che però non assunse mai essendo trasferito a Pontida.. Del 1440 la sua nomina di priore nella monastero di San Giacomo Maggiore di Pontida, nominato direttamente da Venezia che voleva avere il controllo della situazione economica e politica del territorio e dal 1º agosto il Buccelleni entrò in possesso effettivo di metà dei beni di Pontida, Venezia così premiò il Buccelleni nominandolo Vicario Generale per limitate e speciali zone della Diocesi con grande autonomia senza dover rispondere all'autorità vicariale generale in nome di Pezolo de' Zanchi, per suo personale non chiaro incarico, fu eletto Fedrighino il nipote, Simone Bucelleni. Probabilmente il Buccelleni che con la famiglia aveva le miniere sia in alta val Seriana che in valle di Scalve, aveva favorito il commercio con Venezia, e non con i Visconti che erano confinanti ma in guerra per il dominio sulle terre di Bergamo.
Era questa una carica unica, esclusiva, mai assegnata, e sicuramente il modo migliore che aveva la Serenissima di godere maggiore controllo sul territorio.
Il Buccelleni però non lasciò da subito il suo titolo di parroco della chiesa di Gromo San Marino, ma nominò alcuni commendatari: frate Bartolomeo dei Duchi di Brescia nel 1442, e l'anno successivo il frate agostiniano Antonio di Bollate rinunciando solo nell'aprile del 1446 quando fu nominato rettore della parrocchia fu Moreschino Strazeri.

#### Priorato di Pontida
La bolla di papa Eugenio IV dell'11 aprile 1442, confermò la nomina di priore di Pontida al Buccelleni. La situazione che trovò nel priorato non fu certo semplice, dovette infatti compiere i primi atti amministrativi fuori del monastero, in una casa privata che la famiglia Rota gli mise a disposizione. Si consideri che il territorio di Pontida era sotto la dominazione viscontea fin dal Trecento, e dal 1402 priore maggiore Giovanni Scaccabarozzi che era beneficiario della commenda, ma le poche vittorie viscontee sui veneziani erano temporanee, poiché l'esercito veneziano nel 1441 riuscì a rioccupare il territorio. A Pontida nel 1442, grazie anche alla salita al soglio pontificio del veneziano Eugenio IV, venne così insediato Gabriele Avogadri, che nominò subito priore Giovanni Buccelleni. Solo dal 1444, iniziò a amministrare «in claustro majori», grazie alla sua capacità di recuperare i crediti e a restaurare i fabbricati, tornando a Bergamo nella vicina di San Salvatore solo per faccende amministrative. Alcune noie nacquero con il suo predecessore Avogadro, e dagli fittavoli che occupavano i territori sul milanese che non voleva pagare il dovuto.
Nel 1451 cessò la sua attività di priore con il diritto di una pensione di 400 ducati. Abitò la casa in prossimità della chiesa del Santissimo Salvatore di Pontida o nella sua dimora a Bergamo.
Nel 1453 risulta nominato Vicario generale del vescovo Giovanni Barozzi, per atti riguardanti il monastero di Pontida e altre investiture e pratiche pastorali. Nel medesimo anno in cui il vescovo consacrava la chiesa di San Giacomo e San Vincenzo di Gromo, paese natale del Buccelleni. Per sua volontà fu edificata la cappella di San Benedetto a Gromo consacrata dal priore nel 1454.
Il 23 marzo 1463 è presente con il vescovo a nell'atto di separazione delle parrocchie di Somendenna e Endenna, fu per la prima volta citato come Episcopus Crisopolitanus.

#### Vescovo di Crisopoli e priore di Sant'Egidio di Fontanella
Il Buccelleni godeva di una pensione di 400 fiorini per aver rinunciato nelle mani del vescovo Andrea Bon al priorato di Pontida, pensione che gli venne revocata solo in cambio della nomina di priore di Sant'Egidio di Fontanella in quanto nelle casse del priorato gravava anche l'onere di dover pagare una rendita anche al priore precedente Stefano Avogadro che era stato eletto dalla famiglia Visconti, ma che non era più gradito.
Giovanni Buccelleni fu investito anche della carica di vescovo di Crisopoli nell'agosto del 1459,  dal papa Pio II, sicuramente in età molto avanzata, questo spiega perché un incarico tanto lontano che mai avrebbe esercitato, pur mantenendo l'incarico di priore di Fontanella. Sarà l'ultimo a occupare questo ruolo. La località di Crisopoli era inoltre sotto la dominazione turca, ma che era oggetto d'attenzione da parte della Repubblica di Venezia con guerra del 1463-1479. A Mantova nel 1459 era in corso il Congresso delle potenze cristiane sulla crociata con la presenza di Papa Pio II. Era presente anche l'allora vescovo di Bergamo Giovanni Barozzi. Il congresso ebbe una lunga durata, forse per questo motivo venne indicato suffraganeo del vescovo Barozzi di Bergamo. Pochi sono gli atti che documentano l'incarico. Non vi è registrazione di sue attività durante questi anni, anche perché tra il Barozzi e il suo suffraganeo non c'erano buoni rapporti conseguenza dell'amministrazione di Fontanella che li vedeva divisi.
Nel 1466 il Buccelleni chiese al papa Paolo II il diritto di fare testamento, avendo già dal 7 maggio 1462 ottenuto dal priore della basilica di San Vincenzo, di poter far costruire il suo sepolcro, scegliendo la cappella di san Giovanni.
Il Buccelleni però visse ancora molti anni, il 1º settembre 1472 è documentata la sua presenza alla posa della prima pietra a Valgoglio per l'oratorio di san Michele di Colarete, e il 4 settembre a consacrare la chiesa intitolata a san Bartolomeo apostolo nella frazione di Chignolo d'Oneta Morì il 28 novembre del medesimo anno alla veneranda età di novant'anni.
La lapide ilvecovo Buccelleni, l'aveva commissionata a Iacopo Filippo Conforti che l'aveva realizzata mancante della data di morte. Fu terminata nel 1468, quattro anni prima del suo decesso per questo presenta alcune differenze nella scritta che fu completata solo in seguito. La lastra tombale raffigura le sembianze del vescovo. La lapide che era collocata nella cappella di San Giovanni, fu rimossa nel 1710 quando fu edificata la Cappella del Crocefisso nel XIX secolo, e collocata nel giardino della basilica con il battistero e altre lapidi venendo poi posta nel Museo e Tesoro della cattedrale.